# دیپلمات (فیلم)
دیپلمات فیلمی به کارگردانی و نویسندگی داریوش فرهنگ محصول سال ۱۳۷۴ است. فیلمنامهٔ این فیلم بر اساس طرحی از پرویز شهبازی و سیروس رنجبر نوشته شده‌است.

## خلاصه داستان
سعید ناصری کارمند سفارت ایران در ترکیه در اولین سفر خود حامل نامه‌ای محرمانه در رابطه با روابط سیاسی ایران و ترکیه، برای سفیر ایران است که با نقشه توطئه گران در فرودگاه کیف حاصل مدارک او سرقت می‌رود و بعد از استفادهٔ آن‌ها مدارک ظاهراً به ناصری برگردانده می‌شود، ولیکن ناصری به این موضوع مشکوک می‌شود و بعد از جستجو متوجه می‌گردد که چند ایرانی از جمله فردی به نام میگوئل و خوزه سانیتاگو به کمک توطئه گران خارجی قصد ضربه زدن به نظام ایران را دارند. آن‌ها طی یک نقشهٔ ناموفق تصمیم داشتند ناصری را یک تروریست فراری معرفی کنند که موفق نمی‌شوند اما به تلافی جستجوهای ناصری، همسرش را گروگان می‌گیرند و زمانی که ناصری به تنهایی به نجات او می‌رود پلیس نیز وارد عمل می‌گردد و توطئه‌ها برملا می‌شود.

## بازیگران
- مهدی هاشمی
- آتیلا پسیانی
- فاطمه صامتی
- یالچین دومر
- اژه اوسلو
- مریچ آرکان
- تونجر نجمی‌اغلو
- موگه آردا
- حسین خانی‌بیک
- داریوش فرهنگ
- کوتای کوک‌ترک
- برهان شیمشک
- عثمان چاگلار
- نبی بیلدیز
- علی زیبل
- اکرم دومر